# Palazzo Carli Benedetti
Palazzo Carli Benedetti, in precedenza noto come Palazzo Carli (da non confondere con l'omonimo palazzo di piazza Vincenzo Rivera), è un palazzo storico dell'Aquila, attribuito a Silvestro dell'Aquila. Nel 1902 è stato inserito nell'elenco dei monumenti nazionali italiani.

## Storia
L'edificazione del palazzo — probabilmente fondato su preesistenze due-trecentesche, come testimoniato dalle discontinuità strutturali e formali del piano seminterrato con quello superiore — si fa risalire alla seconda metà del XV secolo, per volere di Giacomo Carli. I documenti storici riportano la data del 1494 come quella di ultimazione dei lavori. Per la raffinatezza dei dettagli, l'edificio viene attribuito all'architetto e scultore Silvestro dell'Aquila, il cui rapporto con la famiglia Carli è testimoniato da due documenti datati al 1502 e 1508.
Nel 1642 una porzione del palazzo fu acquistato dalle celestine dell'adiacente monastero di Santa Maria dei Raccomandati, edificato nel XIV secolo, mentre i Carli si trasferirono in un nuovo palazzo su via Roma; nel 1702 fu ceduta anche la restante porzione. L'anno seguente, l'edificio subì gravi danni dal terremoto dell'Aquila del 1703, e successivamente venne restaurato e consolidato per volere dell'abate Ludovico Quatrari che vi collocherà il suo stemma. Nel 1750 il palazzo fu suddiviso in quattro appartamenti.
Dal XIX secolo passò nelle mani della famiglia Benedetti che vi appose il suo nome. Alla metà del XX secolo l'edificio fu quindi restaurato dalla Soprintendenza e, dal 1969 al 1989, vi ebbe sede l'Accademia di belle arti dell'Aquila. Il palazzo ha subito nuovi e gravi dal terremoto dell'Aquila del 2009, venendo successivamente restaurato e riaperto al pubblico nel 2016.

## Descrizione
Palazzo Carli Benedetti è situato nel cuore del quarto di Santa Maria, alle spalle della chiesa di Santa Maria Paganica, tra via Accursio e via Giuseppe Mazzini. L'angolo tra le due facciate è caratterizzato da un massiccio cantonale in pietra. Costituisce un unico aggregato con l'adiacente monastero di Santa Maria dei Raccomandati, risalente al 1373. L'unione tra le due strutture, completatasi nel 1702, ha portato alla chiusura di una via interna sulla direttrice est-ovest, probabile prosecuzione di via Collepietro fino a corso Vittorio Emanuele.
L'edificio, di stampo rinascimentale ed attribuito a Silvestro dell'Aquila, è costituito da una struttura pressoché scatolare ma di indubbia complessità, dovuta al susseguirsi di varie fasi costruttive nel corso dei secoli. Si sviluppa su tre livelli, di cui uno parzialmente interrato a causa del notevole dislivello tra la facciata orientale e quella occidentale. Le bucature sono di due ordini: uno di finestre quadrotte con cornice ed uno di finestre rinascimentali su cornice marcapiano. L'ingresso principale è collocato su via Accursio, frontale alla casa natale di Buccio di Ranallo e alla parte absidale di Santa Maria Paganica; da qui si accede ad un androne con doppia volta a crociera che immette nella corte.
La corte rappresenta l'elemento più caratteristico dell'edificio. Di forma quadrata, con pozzo al centro, è circondata per tre lati da un raffinato porticato quattrocentesco con archi a tutto sesto e loggia sovrastante, chiusa in seguito al terremoto dell'Aquila del 1703; il quarto lato, privo di portico, presenta un elegante portale con lo stemma della famiglia Carli, che costituisce l'accesso allo scalone principale. Un portale secondario, sulla sinistra, reca invece lo stemma di Ludovico Quatrari, l'abate della basilica di Santa Maria di Collemaggio che restaurò il palazzo dopo il sisma del 1703.
All'interno, numerosi elementi di pregio tra cui un solaio ligneo con dipinti databili al XV secolo.